# Clepsydronotus deciduus
Clepsydronotus deciduus is een rechtvleugelig insect uit de familie sabelsprinkhanen (Tettigoniidae). De wetenschappelijke naam van deze soort is voor het eerst geldig gepubliceerd in 1906 door James A. G. Rehn.